# Уэ
Уэ (фр. Houet) — одна из 45 провинций Буркина-Фасо. Находится в регионе Верхние Бассейны, столица провинции — Бобо-Диуласо. Площадь Уэ — 11 568 км².
Население по состоянию на 2006 год — 902 662 человек.

## Административное деление
Уэ подразделяется на 13 департаментов.